# تآكل بين الحبيبات

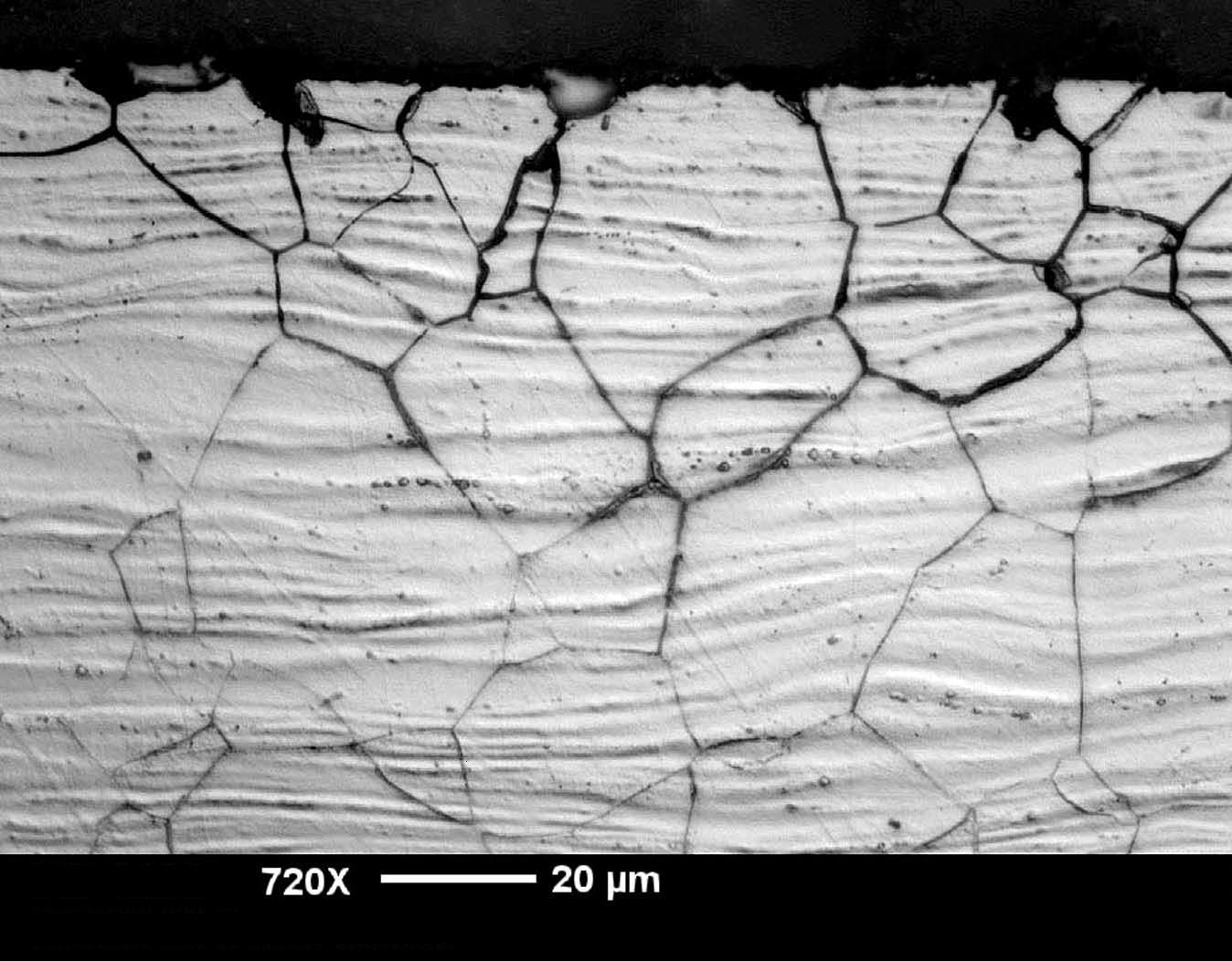
منظر مجهري (مكروسكوبي) لمقطع عرضي ملمع من مادة تعرضت للتآكل بين الحبيبات

التآكل بين الحبيبات (ملاحظة 1) هو نوع من أنواع التآكل تكون فيه حدود الحبيبات البلورية للمادة أكثر عرضة للتآكل من داخلها.
عادةً ما يصادف هذا النوع من التآكل في السبائك.